# Тээтэ (местонахождение)
Тээтэ — палеонтологическое местонахождение в Якутии в России. Расположено на берегу ручья Тээтэ, где находится захоронение динозавров начала мелового периода.

## История
Здесь было описано несколько видов млекопитающих, цинодонтов и саламандр, а также здесь были найдены ископаемые остатки стегозавров, завропод и теропод (дромеозаврид и аллозавров). Местонахождение открыли геологи ещё в 1960 году, однако в СССР им не заинтересовались. Кроме того, географическая удалённость и небольшое количество экспертов по динозаврам в СССР не способствовали изучению местонахождения. Только в конце 1980-х годов трое специалистов[кто?] из Палеонтологического института прибыли на берег Тээтэ. Они проводили раскопки на протяжении недели и нашли несколько позвонков, фрагментов рёбер и зубов динозавров — все они были фрагментированы и плохо поддавались определению. Ситуация изменилась, когда в 2002—2012 годах якутский геолог Пётр Николаевич Колосов заинтересовался этим местонахождением. Были обнаружены остатки динозавров, рыб и синапсида. В 2008 по этим находкам был описан новый вид тритилодонта — Xenocretosuchus koloscovi — один из последних немаммальных синапсид планеты. Здесь же были открыты одни из самых северных динозавров планеты. https://elementy.ru